# Valerio Villareale

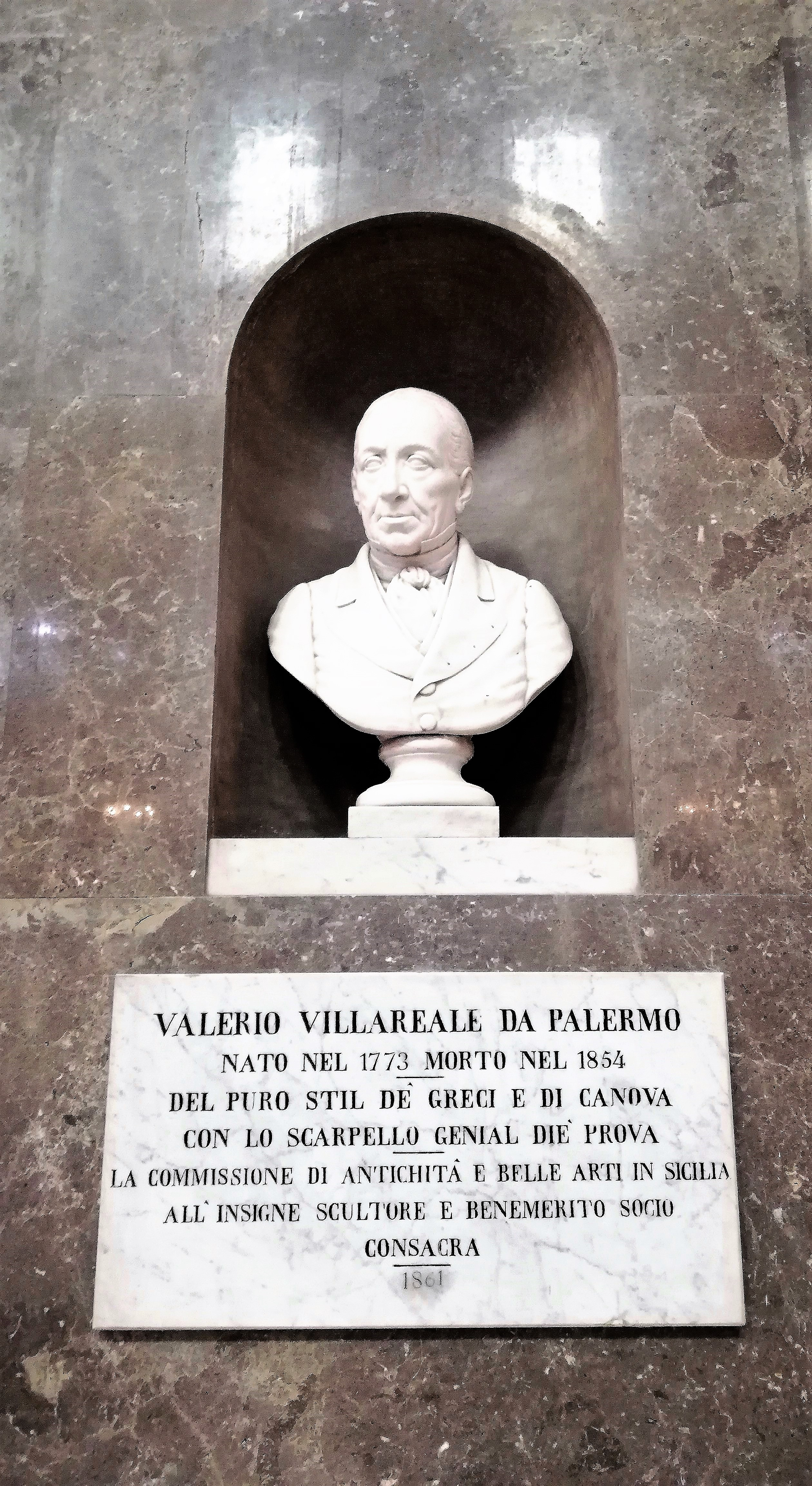
Marmorbüste von Valerio Villareale in der Kirche San Domenico.

Valerio Villareale (* 1773 in Palermo; † 14. September 1854 ebenda) war ein italienischer Bildhauer. Er war einer der bedeutendsten Vertreter des Klassizismus.

## Leben
Villareale stammte aus einer spanischen Familie. Schon als Kind beschäftigte er sich mit dem Anfertigen von Skulpturen, Statuen und Holzkrippen, womit er die Aufmerksamkeit des französischen Architekten Léon Dufourny, der das Gymnasium des botanischen Gartens von Palermo entwarf, auf sich zog.
Er war Schüler und Freund des palermitanischen Malers Giuseppe Velasco und Lehrer Domenico Costantinos. Durch den Einsatz des Vizekanzlers Francesco d’Aquino Principe di Caramanico konnte er 3 Jahre in Neapel am Hof des Königs Ferdinand IV. arbeiten, wo er mit den Künstlern am Hof in Kontakt kam und bedeutende Werke Antonio Canovas kennenlernte. Hier fertigte er seine ersten bedeutenden Werke an. Unter ihnen eine Darstellung des Bourbonen Don Leopolds, die nach Rom geschickt wurde. Der Bildhauer wandte sich zunehmend der realistischen Darstellung zu.
Danach ging er 1797 bis 1802 nach Rom, wo er sich dem Künstlerkreis um Antonio Canova anschloss. Diese Zeit hatte großen Einfluss auf seinen weiteren bildhauerischen Stil. Im Jahr 1802 heiratete er und wurde bald darauf wieder nach Neapel an den Hof von Joseph Bonaparte und Joachim Murat zurückgerufen. Im Jahr 1812 ging er nach Caserta, wo er diverse Statuen im Park und Flachreliefs am Palast anfertigte. Nachdem er als Bildhauer eine gewisse Bekanntheit erlangt hatte, und Joachim Murat hingerichtet worden war, kehrte er im Jahr 1815 endgültig nach Palermo zurück, wo er zum Direktor für schöne Künste und zum Professor für Bildhauerei der Königlichen Universität von Palermo ernannt wurde.
Valerio Villareale beteiligte sich längere Zeit an den archäologischen Ausgrabungen von Selinunt, wo er mit Saverio Cavallari an der Rekonstruktion des Tempels von Castor und Pollux arbeitete die einzige erhaltene Säule des Tempels G wiederherstellte. Während seiner Zeit in Neapel hatte er sich intensiv mit den Ruinen von Herkulaneum beschäftigt.
Valerio Villareale starb am 14. September 1854 an der Cholera und wurde in der Kirche San Domenico zu Palermo beigesetzt.

## Werk
Zu seinen Werken gehören viele Büsten und Grabskulpturen in diversen sizilianischen Kirchen, mehrere davon beziehen sich auf den sizilianischen Dichter Giovanni Meli (1740 bis 1815). Im Jahr 1830 schuf er die Flachreliefs über das Leben der Heiligen Rosalia in der Kapelle der Heiligen in der palermitanischen Kathedrale, weitere bekannte Werke von ihm sind:
- Ein Flachrelief von homerischen Personen am Palast von Caserta
- Ein Flachrelief von Sizilien, Ira, Ceres und Minerva am Rathaus von Palermo
- „Die tanzende Bacchantin“ und „Arianna“, die heute in der Galleria d’Arte Moderna in Palermo zu sehen sind
- Monument der Giuseppina Turrisi Colonna in der Kirche von San Domenico, von Stefania Branciforti in der Kirche von S. Francesco di Paola
- Eine Büste des Malers Pietro Novelli (1603–1647), Gedenkstein an Nina Siciliana, Dichterin des 13. Jahrhunderts, und das Grab des Seligen Giuliano Majali in der Kirche San Domenico in Palermo
- Eine Darstellung Giovanni Melis am Palast Trabia in Palermo